# Chronologie des Krieges in Nahost, April und Mai 2025
Die Chronologie des Krieges in Nahost, April und Mai 2025 dokumentiert die Entwicklungen seit dem Terrorangriff der Hamas auf Israel vom 1. April bis zum 31. Mai 2025. Für den zeitlichen Ablauf des kompletten israelisch-palästinensischen Konflikts siehe Chronologie des israelisch-palästinensischen Konflikts.

## April 2025

### 1. April
Der Hohe Kommissar der Vereinten Nationen für Menschenrechte, Volker Türk, verurteilte den am 23. März in Gaza durchgeführten israelischen Angriff auf einen Sanitäts- und Notfall-Konvoi.
Die israelische Luftwaffe führte erneut einen Luftangriff im Süden der libanesischen Hauptstadt Beirut durch.
Das Kinderhilfswerk der Vereinten Nationen (UNICEF) erklärte, dass seit der Wiederaufnahme von Kampfhandlungen im Gazastreifen am 18. März 2025 mindestens 322 Kinder getötet worden seien.

### 2. April
Israels Ministerpräsident Benjamin Netanjahu verkündete, die israelische Armee (IDF) beginne im Süden des Gazastreifens mit der Errichtung eines neuen Korridors („Morag-Korridor“), der die Stadt Rafah von Chan Yunis trennen und somit auch vom restlichen Gazastreifen abschneiden soll. Israels Verteidigungsminister Israel Katz kündigte außerdem eine Ausweitung israelischer Militäroperationen im Gazastreifen an. Ziel sei es, umfangreiche Gebiete „von Terroristen und Infrastruktur zu säubern“ und als „Sicherheitszonen“ an den Staat Israel anzugliedern. Eine weitere Division der IDF wurde im südlichen Gazastreifen stationiert.

### 3. April
Die israelischen Streitkräfte erklärten, es werde eine Untersuchung des Vorfalls vom 23. März geben, bei dem palästinensische Rettungswagen und Feuerwehrfahrzeuge beschossen wurden, stritten jedoch jegliches Fehlverhalten ab. Man habe auf Fahrzeuge geschossen, die sich „verdächtig“ ohne Scheinwerfer oder Notsignale bewegten. Ein überlebender Sanitäter sagte, diese Darstellung sei schlichtweg falsch.
Syrische Behörden meldeten mehrere Tote nach israelischen Luftangriffen.
Der israelische Ministerpräsident Benjamin Netanjahu lobte den Rückzug Ungarns aus dem Internationalen Strafgerichtshof. Ungarn habe damit eine „mutige und prinzipientreue Position“ gegen eine „korrupte Organisation“ eingenommen. Netanjahu, gegen den der Internationale Gerichtshof einen Haftbefehl wegen mutmaßlicher Kriegsverbrechen erlassen hat, sprach in Ungarn anlässlich eines Treffens mit Regierungschef Viktor Orban.
Israelische Luftschläge töteten mindestens 100 Menschen in drei Schulen, die zu Notunterkünften umfunktioniert worden waren. Die israelischen Streitkräfte erklärten, Ziel der Luftangriffe seien Hamas-Kommandozentralen gewesen. Von der BBC verifizierte Videos von einem der Angriffe zeigten mindestens 15 schwer verletzte, zum Teil leblose Kinder, die auf dem Fußboden des Al-Ahli-Krankenhauses behandelt wurden.

### 4. April
Israel nahm seine Bodenoperationen im nördlichen Gazastreifen wieder auf. Bei Luftangriffen auf Chan Yunis im Süden des Gazastreifens wurden mindestens 25 Menschen getötet.
Die Darstellung der israelischen Armee, der zufolge sich die am 23. März beschossenen palästinensischen Rettungskräfte auf verdächtige Weise, ohne Blaulicht und mit ausgeschalteten Scheinwerfern, einem Posten von Soldaten genähert hätten, wurde durch ein von der New York Times veröffentlichtes Video widerlegt. Ein israelischer Armeesprecher hatte zudem gesagt, neun der Getöteten seien Angehörige der Hamas und des Islamischen Dschihad gewesen, die die Rettungsfahrzeuge missbraucht hätten. Das Video zeigt, dass die Krankenwagen und das Feuerwehrfahrzeug mit Blaulicht und eingeschalteten Scheinwerfern an den Ort fuhren, wo ein anderes Fahrzeug – laut dem Bericht ein Rettungswagen mit zwei Sanitätern – liegen geblieben war. Als die 15 Rettungskräfte ausstiegen, wurden sie beschossen und getötet. Israel reagierte auf den Artikel in der New York Times und dem veröffentlichten Video mit einer Erklärung, der Vorfall sei Gegenstand einer andauernden gründlichen Untersuchung.

### 5. April
Laut einem Bericht des Spiegel unter Bezug auf die Times of Israel räumte die israelische Armee im Hinblick auf den Vorfall vom 23. März 2025 am Abend ein, „dass ihre anfängliche Darstellung des Vorfalls von vor rund zwei Wochen inkorrekt war. Die Truppen hätten jedoch niemanden hingerichtet und auch nichts zu vertuschen versucht“, was auch für die umstrittenen Umstände des Auffinden des Massengrabes durch Mitarbeiter der UNO gelte. Die bisherige Darstellung des Beschusses des Konvois hätte auf Aussagen der beteiligten israelischen Soldaten beruht und die aufgetretenen Diskrepanzen werden laut der israelischen Armee erneut untersucht. Die israelische Armee blieb bei der Behauptung, dass unter den Getöteten mehrere Mitglieder der islamistischen Terrororganisation Hamas seien. Jonathan Whittall, der kommissarische Leiter des Amts der Vereinten Nationen für die Koordinierung humanitärer Angelegenheiten in den besetzten palästinensischen Gebieten, wies Behauptungen zurück, dass es sich bei den Toten um militante Hamas-Kämpfer gehandelt habe. Die Männer seien von früherer Zusammenarbeit bei Krankenhausevakuierungen bekannt gewesen. „Es handelt sich um Sanitäter, die ich schon einmal persönlich getroffen habe“, sagte Whittall.

### 6. April
Im Norden des Gazastreifens kam es erneut zu Protesten durch mehrere hundert Menschen. Viele kritisierten die Hamas, mit Aussagen wie „Hamas ist Terrorismus!“, andere Transparente richteten sich gegen die israelische Bombardierung von Wohngebieten und die Anfang März verhängte Blockade von Hilfslieferungen in den Gazastreifen.
Israel meldete Raketenbeschuss aus dem Gazastreifen. Etwa zehn Raketen seien auf den Süden des Landes abgefeuert und größtenteils abgefangen worden. Die islamistische Hamas reklamierte den Angriff für sich. Der israelische Sender Channel 12 meldete mindestens zwölf Leichtverletzte in Aschkelon.
Der von der Hamas kontrollierte Zivilschutz meldete mindestens 44 Tote und Dutzende Verletzte aufgrund israelischer Luftangriffe.

### 7. April
Die Leiter von sechs humanitären UN-Organisationen veröffentlichten einen gemeinsamen Appell zum Gaza-Krieg. Die Welt müsse dringend handeln, „um die Einhaltung der Grundprinzipien des humanitären Völkerrechts sicherzustellen.“ Über 2,1 Millionen Menschen in Gaza seien erneut gefangen, würden bombardiert und ausgehungert, während sich Hilfslieferungen an Grenzübergängen stauten. „Berichten zufolge wurden allein in der ersten Woche nach dem Zusammenbruch der Waffenruhe mehr als 1.000 Kinder getötet oder verletzt – die höchste Zahl an Todesopfern unter Kindern in Gaza innerhalb einer Woche im vergangenen Jahr“, hieß es in dem Appell. Die im Gazastreifen beobachteten Kriegshandlungen würden „eine völlige Missachtung für menschliches Leben zeigen“.

### 8. April
Laut United Nations Office for the Coordination of Humanitarian Affairs wurden bisher 50.810 Bewohner des Gazastreifens im Krieg getötet.

### 9. April
Bei einem israelischen Luftangriff auf ein vierstöckiges Wohnhaus im Norden des Gazastreifens wurden mindestens 23 Menschen getötet. Nach Angaben von Ärzten des Al-Ahli-Krankenhauses waren mindestens acht Frauen und Kinder unter den Toten. Das israelische Militär erklärte, Ziel des Angriffs sei ein hochrangiger Hamas-Kämpfer gewesen.
Die israelische Zeitung Haaretz meldete, dass sich das israelische Militär darauf vorbereite, die gesamte Stadt Rafah, die vor dem Krieg etwa 200.000 Einwohner hatte und etwa ein Fünftel des Gazastreifens umfasst, als Teil eines neuen Sicherheitskorridors einzunehmen, der das Palästinensergebiet dauerhaft von Ägypten abschneiden und in eine israelische Enklave verwandeln würde.

### 12. April
Laut IDF fing man drei aus dem Süden des Gazastreifens abgefeuerte Projektile ab. Die IDF soll, nach Verteidigungsminister Israel Katz, ihre Militäroffensive im Gazastreifen intensivieren und auf fast das gesamte Gebiet ausweiten. Die IDF forderte die Bevölkerung der Stadt Chan Junis zur Evakuierung nach Al-Mawasi auf. Rafah wurde vollständig von israelischen Truppen eingekesselt und durch den sogenannten Morag-Korridor von Chan Junis abgeschnitten. Zusammen mit dem ebenfalls besetzten Netzarim-Korridor erfolgte so eine Dreiteilung des Gazastreifens.

### 13. April
Die IDF griffen das Al-Ahli-Krankenhaus im Norden Gazas an. IDF und Schin Bet behaupten, dass sich dort eine Kommandozentrale der Hamas befand. Laut Tedros Adhanom Ghebreyesus, Generaldirektor der Weltgesundheitsorganisation (WHO), wurden die Notaufnahme, das Labor, Röntgengeräte und die Medikamentenausgabe zerstört. Ein Kind starb, weil es wegen des Angriffs nicht habe versorgt werden können. Das Krankenhaus könne ohne Reparaturen keine neuen Patienten aufnehmen. Tedros äußerte auf X „Krankenhäuser sind durch das humanitäre Völkerrecht geschützt“ und „Angriffe auf die Gesundheitsversorgung müssen aufhören.“ Er forderte zudem ein Ende der israelischen Blockade von Hilfslieferungen. Nach Angaben der WHO gehen Medikamente und anderes medizinisches Material zur Neige, da Israel seit Anfang März Hilfslieferungen nach Gaza blockiert.

### 16. April
Die 25-jährige palästinensische Fotojournalistin Fatima Hassouna wurde zusammen mit 10 Mitgliedern ihrer Familie wenige Tage vor ihrer Hochzeit bei einem israelischen Luftangriff auf ihr Haus getötet. Am Tag zuvor war bekannt geworden, dass ein Dokumentarfilm, der ihr Leben in Gaza während des Kriegs zeigt, in Cannes Premiere feiern würde. Hassouna hatte im August 2024 auf Instagram geschrieben: „Wenn ich sterbe, dann will ich einen lauten Tod.“ Ihr Tod solle nicht Teil der Eilnachrichten werden, nicht hinter einer Opferzahl verborgen sein; sie wünsche sich „einen Tod, den die Welt hört“ und „unsterbliche Bilder“, die die Zeit überdauern würden. Das israelische Militär erklärte, es habe sich um einen gezielten Schlag gegen ein Hamas-Mitglied gehandelt, das an Angriffen auf israelische Soldaten und Zivilisten beteiligt gewesen sei.

### 17. April
Israel besetzte nach eigenen Angaben etwa 30 Prozent des Gazastreifens als Pufferzonen. In den Pufferzonen dürfen sich Palästinenser nicht aufhalten. Laut Menschenrechtlern seien Häuser, Ackerflächen und Infrastruktur zerstört, um sie unbewohnbar zu machen. Israel Katz sagte (übersetzt): „Israels Politik ist klar: Es kommt keine humanitäre Hilfe nach Gaza.“ Laut der israelischen Zeitung Haaretz sollen nur Rafah und Vororte zur Pufferzone werden. Vor dem Krieg lebten rund 200.000 Palästinenser in diesem Gebiet.
Die UNO meldet, dass aktuell seit Wiederaufnahme der Angriffe durch die IDF rund 500.000 Palästinenser auf der Flucht innerhalb des Gazastreifens sind. Es fehle an Zelten, Nahrung und Medikamenten.
Im nördlichen Gazastreifen kam es zu Protesten von Tausenden Palästinensern gegen die Hamas und den Krieg.
Zum Pressefoto des Jahres 2025 wurde ein Bild der palästinensischen Fotografin Samar Abu Elouf gewählt. Sie nahm das Foto des neunjährigen Mahmoud Ajjour aus Gaza im Juni 2024 auf. Der Junge wurde beim einem israelischen Angriff in Gaza im März 2024 so schwer verletzt, dass er beide Arme verlor.
The Wall Street Journal meldete, dass die Hamas Probleme hat, Geld an ihre Kämpfer und Regierungsangestellten auszuzahlen. Seit Kriegsbeginn schränkte Israel den Transfer von Bargeld in den Gazastreifen stark ein und wegen der israelischen Blockade von Hilfsgütern und kommerziellen Gütern fehlen Steuern und Zölle.

### 21. April
Ronen Bar, Leiter des Inlandsgeheimdienstes, legte dem Obersten Gerichtshof Israels eine eidesstattliche Erklärung vor, nach der ihn Ministerpräsident Benjamin Netanyahu aufforderte politische Gegner auszuspionieren. Bar lehnte es ab gegen regierungsfeindliche Demonstranten vorzugehen. Auch Maßnahmen zu einer Verzögerung im Korruptionsprozess lehnte Bar ab.
Es wurde ein Untersuchungsbericht der IDF zu drei Vorfällen am 23. März veröffentlicht, bei denen beim Beschuss mehrerer Rettungsfahrzeuge nahe der Stadt Rafah 15 Menschen getötet, acht Mitarbeiter des Roten Halbmond, sechs Mitglieder des von der Hamas kontrollierten Zivilschutzes und ein UN-Mitarbeiter. Es habe ein „operatives Missverständnis“ gegeben weil die Soldaten geglaubt hätten, dass eine reale Bedrohung bestand. Beim dritten Vorfall wurde ein UN-Fahrzeug erkannt und trotzdem beschossen. Dies bezeichnet die Armee als klaren Regelverstoß. Die IDF behauptete zunächst, dass die Soldaten auf Terroristen geschossen habe. Diese seien in „verdächtigen Fahrzeugen“ ohne Licht gefahren. Ein Video belegte zweifelsfrei, dass die Fahrzeuge die Scheinwerfer und Blaulicht eingeschaltet hatten, als die Schüsse fielen. Nach der Veröffentlichung des Videos leitete die IDF eine Untersuchung ein. Der Menschenrechtskommissar der Vereinten Nationen, Volker Türk, sprach von einem „möglichen Kriegsverbrechen“. Der Vize-Kommandeur des Aufklärungsbataillons, dessen Soldaten auf das UN-Fahrzeug geschossen haben, soll seines Postens enthoben werden, weil er einen unvollständigen und unzutreffenden Bericht über den Vorfall vorgelegt habe.

### 23. April
In einer gemeinsamen Erklärung kritisierten die Außenminister von Deutschland, Frankreich und dem Vereinigten Königreich die in der vorherigen Woche getroffene Entscheidung Israels, „den Zugang von Hilfsgütern nach Gaza zu blockieren“. Oxfam teilte mit, es gebe „kaum noch sauberes Trinkwasser“ und viele Menschen seien „von extremem Hunger bedroht“. Nach Angaben des Amtes der Vereinten Nationen für die Koordinierung humanitärer Angelegenheiten (OCHA) haben von insgesamt 43 Hilfsorganisationen im Gazastreifen eigenen Angaben zufolge seit Wiederbeginn der israelischen Angriffe am 18. März fast alle ihre Tätigkeiten eingestellt oder massiv eingeschränkt.

### 28. April
Als die USS Harry S. Truman von Raketen und Drohnen der Huthis angegriffen wurde, leitete sie ein Ausweichmanöver ein. Eine F-18E Super Hornet, die zum Hangar geschleppt wurde, und ein Schleppfahrzeug fielen über Bord und versanken. Ein Soldat erlitt eine leichte Verletzung, dieser befand sich im Cockpit und sprang aus dem Flugzeug, bevor es über Bord ging. Das Flugzeug hatte einen Wert von mehr als 60 Millionen Dollar.

### 29. April
Das Hilfswerk der Vereinten Nationen für Palästina-Flüchtlinge im Nahen Osten (UNRWA) warf Israel vor, während des eineinhalbjährigen Krieges mehr als 50 Mitarbeiter der UN-Organisation festgenommen und misshandelt zu haben. „Sie wurden auf die schockierendste und unmenschlichste Weise behandelt“, schrieb UNRWA-Chef Philippe Lazzarini auf der Plattform X.

## Mai 2025

### 2. Mai
Ein Schiff mit Hilfslieferungen für den Gazastreifen wurde in internationalen Gewässern vor der Küste von Malta angegriffen und geriet in Brand. Das Schiff gehörte angeblich zur „Gaza Freedom Flotilla“, die NGO machte Israel für den Angriff verantwortlich. Dieser sei mit Drohnen durchgeführt worden. Es gab weder eine Bestätigung noch weitere Beweise für die Behauptung, dass Drohnen die Explosionen verursacht hätten. Von zyprischen Behörden zur Verfügung gestellte Bilder des Schiffs zeigten erhebliche Schäden. Israel äußerte sich nicht zu dem Vorfall. Das betroffene Schiff wurde 1972 in Cuxhaven als Seebäderschiff gebaut und ist jahrzehntelang im Verkehr zur Nordseeinsel Helgoland eingesetzt gewesen.

### 4. Mai
Eine von den Huthis im Jemen gefeuerte Rakete schlug in Nähe des Hauptterminalgebäudes des Ben-Gurion-Flughafens ein. Mehrere Menschen wurden leicht verletzt, der Flugverkehr war für mehrere Stunden unterbrochen.
Israel begann in Vorbereitung einer neuen Gaza-Offensive mit der Mobilisierung von Zehntausenden Reservisten.

### 5. Mai
Das israelische Sicherheitskabinett beschloss einstimmig eine Ausweitung der Offensive im Gazastreifen. Die eroberten Gebiete sollen Ministerpräsident Netanjahu zufolge dauerhaft unter israelischer Besatzung verbleiben, die Bevölkerung des Gazastreifens „umgesiedelt“ werden. „Falls notwendig“, so ein von Regierungskreisen gemeldeter Beschluss des israelischen Sicherheitskabinetts, sollen möglicherweise humanitäre Hilfen im Gazastreifen verteilt werden; das Kabinett sei jedoch der Überzeugung, es gebe „derzeit genügend Nahrung im Gazastreifen“. Das Welternährungsprogramm erklärte Tage vorher, dass alle seine Lebensmittelvorräte im Gazastreifen aufgebraucht seien. Die Befreiung aller Geiseln soll laut dem Sicherheitskabinett weiterhin Ziel sein. Das Forum der Geiselfamilien kritisierte die Pläne. Ein Sprecher der IDF gab bekannt, dass die neue Offensive den Namen Operation Gideon’s Chariots tragen solle. Sie würde „einen groß angelegten Angriff und die Vertreibung der Mehrheit der Bevölkerung des Gazastreifens beinhalten, um sie in einem von der Hamas isolierten Gebiet zu schützen. Außerdem weitere Luftangriffe, die Eliminierung von Terroristen und die Zerstörung der Infrastruktur.“
Die israelische Luftwaffe flog Luftangriffe auf die Hafenstadt Hudaida im Jemen zur Vergeltung des Raketenangriffs vom Vortag.

### 6. Mai
Die Hamas kündigte an, nicht weiter über eine Waffenruhe verhandeln zu wollen. Es habe keinen Sinn, „Gespräche zu führen oder neue Vorschläge für eine Waffenruhe in Erwägung zu ziehen, solange der Hunger- und Vernichtungskrieg im Gazastreifen weitergeht“, sagte ein Sprecher der Terrormiliz laut israelischen Medienberichten.
Der rechtsextreme israelische Finanzminister Bezalel Smotrich erklärte auf einer Siedlerkonferenz im Westjordanland, ein Sieg in Gaza sei dann erreicht, wenn „Gaza total zerstört“ sei. Binnen sechs Monaten werde es keine Hamas mehr im Gazastreifen geben. Die rund 2,3 Millionen Einwohner Gazas würden in einer „humanitären Zone“ zwischen der ägyptischen Grenze und dem Morag-Korridor „konzentriert“. Die Bevölkerung werde dort „völlig verzweifelt“ sein, verstehen, dass es „keine Hoffnung“ mehr gebe und deshalb auswandern. Smotrich stellte außerdem die Annexion des Westjordanlandes während der Amtszeit der aktuellen israelischen Regierung (bis Oktober 2026) in Aussicht.

### 10. Mai
In Israel, mit zentraler Kundgebung in Tel Aviv, demonstrierten Tausende Menschen gegen die Militäroffensive und gegen die Hamas. Die Hamas veröffentlichte ein Video mit Geiseln und einem Appell zur Beendigung des Krieges.

### 12. Mai
Die Hamas ließ die US-israelische Geisel Edan Alexander frei. Der Freilassung ging eine Vereinbarung der Hamas mit den USA, ohne israelische Beteiligung, voraus. Er war der erste männliche Soldat, der seit dem 7. Oktober 2023 lebend aus der Geiselhaft der Hamas frei kam und die letzte lebende Geisel mit US-Staatsbürgerschaft, die noch im Gazastreifen festgehalten wurde.

### 13. Mai
Ministerpräsident Netanjahu erklärte vor Soldaten „mit voller Kraft“ im Gazastreifen vor zu rücken. Die Regierung Israels sei auf der Suche nach Ländern, die zur Aufnahme von Menschen aus dem Gazastreifen bereit seien, es habe eine Behörde dafür eingerichtet. Er gehe davon aus, dass „mehr als 50 Prozent“ der Palästinenser den Gazastreifen verlassen wollen würden.
Die israelische Armee griff binnen eines Tages das Nasser Krankenhaus und das Europäische Krankenhaus Gaza in Chan Junis im südlichen Gazastreifen an. Dabei wurde nach Krankenhausangaben der palästinensische Journalist Hassan Aslih, Direktor der Nachrichtenagentur Alam24, in seinem Krankenhausbett durch einen Drohnenangriff auf den chirurgischen Bereich des Nasser-Krankenhauses getötet. Aslih war während eines vorangegangenen israelischen Luftangriffs am 6. April auf ein Medienzelt in der Nähe des Nasser-Krankenhauses schwer verwundet worden. Ein weiterer Patient sowie mehrere andere seien verletzt worden. Ahmed Siyyam, ein Mitarbeiter des zivilen Rettungsdienstes, erklärte gegenüber den Medien, der Angriff habe den dritten Stock eines Gebäudes des Nasser-Krankenhauses getroffen, in dem Dutzende von Patienten und Verletzten behandelt wurden. Um 18 Uhr warfen israelische Kampfflugzeuge gleichzeitig mindestens neun bunkerbrechende Bomben und Dutzende anderer Munition ab und trafen den Innenhof und die Umgebung des Europäischen Krankenhauses Gaza, einer der größten medizinischen Einrichtungen des Gazastreifens, die neben Patienten und Personal auch vertriebene Palästinenser aufnimmt. Mindestens 16 Menschen wurden getötet. Der Angriff habe einem Kommandozentrum der Hamas gegolten, erklärte die israelische Armee. Die CNN bezeichnete die Luftangriffe als „einige der größten Angriffe in Gaza in den letzten Wochen“.
Der UN-Nothilfekoordinator Tom Fletcher prangerte Israels Blockade des Gazastreifens mit scharfen Worten an. Israel schaffe „bewusst und schamlos unmenschliche Bedingungen für die Zivilbevölkerung in den besetzten palästinensischen Gebieten“, sagte Fletcher bei einer Sitzung des UN-Sicherheitsrates. 2,1 Millionen Palästinenser seien vom Hungertod bedroht.

### 14. Mai
The New York Times veröffentlichte einen Bericht, dass nach der Analyse dreier israelischer Militärangehöriger im Gazastreifen eine Hungersnot droht. Offiziell behauptet die israelische Regierung weiter, dass die Blockade keine ernsthafte Bedrohung für das Leben der Zivilbevölkerung darstelle. Das Welternährungsprogramm der UN meldet, dass seine Lebensmittelvorräte aufgebraucht sind. Die UN-Ernährungs- und Landwirtschaftsorganisation berichtet, dass bereits 244.000 Menschen, von rund 2,1 Millionen Menschen in Gaza, hungern. Das Welternährungsprogramm der UN geht sogar von 470.000 hungernden Menschen aus. Das Gesundheitsministerium in Gaza meldete, dass bereits 57 Kinder an den Folgen von Unterernährung verstarben. Die Weltgesundheitsorganisation geht sogar von noch mehr toten Kindern aus.
Eine intensive Welle israelischer Luft- und Artillerieangriffe tötete laut Angaben von Krankenhäusern und Rettungskräften mindestens 80 Menschen im Gazastreifen.
Die Hilfsorganisation Ärzte ohne Grenzen (MSF) beschuldigte Israel, absichtlich eine humanitäre Katastrophe im Gazastreifen herbeizuführen. „Wir beobachten in Echtzeit die Schaffung von Bedingungen für eine Vernichtung palästinensischen Lebens in Gaza“, sagte die Organisation.
Die israelische Armee erließ einen Evakuierungsbefehl für große Teile von Gaza-Stadt und kündigte „intensive Angriffe“ in dem betroffenen Gebiet an. Betroffen waren von der Aufforderung unter anderem die Islamische Universität Gaza, das Al-Schifa-Krankenhaus sowie drei Schulen, in denen tausende Flüchtlinge Schutz gesucht hatten.

### 15. Mai
Bei israelischen Luftangriffen wurden laut Angaben des Zivilschutzes im Gazastreifen über 100 Menschen getötet. Der Schwerpunkt von Angriffen in der Nacht auf den 15. Mai lag in der Stadt Chan Yunis.
US-Präsident Trump erklärte, die Vereinigten Staaten sollten „Gaza nehmen“ (“take Gaza”) und in eine „Freiheitszone“ (“freedom zone”) verwandeln.
Der WHO-Chef Tedros Adhanom Ghebreyesus teilte mit, dass das Europäische Krankenhaus in Chan Junis den Betrieb am 13. Mai nach einem israelischen Angriff, nach dem es schwer beschädigt und unzugänglich ist, einstellen musste. Es war das letzte Krankenhaus mit Abteilungen für Neurochirurgie, Herzbehandlung und Krebsbehandlung im ganzen Gazastreifen. Die verbliebenen Mitarbeiter der Klinik wurden evakuiert. Ghebreyesus forderte den Schutz gesundheitlicher Einrichtungen in Gaza. Danach steht im ganzen Gazastreifen nur noch das Nasser-Krankenhaus für Kranke und Verletzte zur Verfügung. Das Nasser-Krankenhaus wurde „wenige Stunden vor dem Angriff auf das Europäische Krankenhaus zum zweiten Mal binnen weniger als zwei Monaten“ angegriffen.

### 16. Mai
Bei israelischen Luftangriffen auf Beit Lahiya und Dschabaliya im nördlichen Gazastreifen in der Nacht auf den 16. Mai wurden nach Angaben des Zivilschutzes mindestens 82 Menschen getötet. Die Gesamtzahl der durch israelische Luft- und Artillerieangriffe seit dem Vortag, dem 15. Mai, getöteten Menschen wurde von den palästinensischen Gesundheitsbehörden am Nachmittag des 16. Mai mit über 250 angegeben; über Nacht seien im Norden des Gazastreifens Dutzende von Menschen, darunter Frauen und Kinder, getötet worden.
Der US-amerikanische Fernsehsenders NBC News berichtete, dass die Trump-Regierung an einem Plan arbeitete, eine Million Palästinenser dauerhaft aus dem Gazastreifen zu entfernen und nach Libyen zu überführen. Im Austausch für die Umsiedlung der Palästinenser könnte die US-Regierung Milliarden Dollar an libysche Geldern freigeben, die die USA nach dem Umsturz und der Tötung von Muammar Gaddafi vor über einem Jahrzehnt eingefroren hatte. In der Zeitung The Times of Israel wurde auf israelische Kontakte zur Libyschen Nationalarmee von Chalifa Haftar verwiesen.
Hochkommissar Volker Türk, der Chef des UNO-Menschenrechtsbüros, verurteilte Israels heftige Angriffe scharf: „Es sieht nach einem Vorstoß für eine dauerhafte Bevölkerungsverschiebung in Gaza aus, der das Völkerrecht missachtet und einer ethnischen Säuberung gleichkommt“, sagte er in Genf.
Die jemenitische Huthi-Miliz feuerte eine Rakete auf Israel ab, die von der israelischen Luftabwehr über der Siedlung Allon Schewut im besetzten Westjordanland abgefangen wurde. Es gab keine Verletzten. Bereits an den Tagen zuvor waren von den Huthis Raketen auf Israel abgefeuert worden. Israel reagierte mit schweren Luftangriffe auf die Häfen von al-Hudaida und Salif im von den Huthis kontrollierten Teil des Jemens.

### 17. Mai
Die israelische Armee meldete den Beginn einer neuen Großoffensive mit verstärkten Luftangriffen im Gazastreifen. Ziel der Operation Gideon’s Chariots sei es, die Kontrolle über strategisch wichtige Punkte im Gazastreifen zu gewinnen sowie den Einmarsch weiterer Truppen zu sichern.

### 18. Mai
Über Nacht und am frühen Morgen erfolgte israelische Luftangriffe im Gazastreifen töteten nach Angaben von Krankenhäusern und Ärzten mindestens 66 Menschen, darunter zahlreiche Frauen und Kinder. Ein Angriff auf ein Zeltlager für vertriebene Familien habe 24 Todesopfer gefordert.
Die israelische Armee erklärte, sie habe erneut eine aus dem Jemen abgefeuerte Rakete abgefangen. Schon in den Tagen zuvor sei es wiederholt zu Raketenalarm gekommen.
Von den USA unterstützte Vermittler aus Ägypten und Katar setzten am Vortag begonnene indirekte Gespräche zwischen Israel und der Hamas in Doha fort. Laut BBC hatte die Hamas vorgeschlagen, neun israelische Geiseln freizulassen, im Gegenzug für eine zweimonatige Waffenruhe und die Entlassung palästinensischer Häftlinge. Israel hatte schon vor den Gesprächen erklärt, dass es weder seine Truppen aus dem Gazastreifen abziehen noch sich zu einer Beendigung des Krieges verpflichten werde.

### 19. Mai
Benjamin Netanjahu erklärte, Israel werde den gesamten Gazastreifen unter seine Kontrolle bringen. Das Vereinigte Königreich, Frankreich und Kanada verurteilten Israels Offensive als „ungeheuerlich“ und eine unverhältnismäßige Eskalation und drohten mit konkreten Folgen; die humanitären Bedingungen im Gazastreifen seien „unerträglich“. Netanjahu wies die Drohungen scharf zurück.
Israel erlaubte fünf Lastwagen mit humanitärer Hilfe die Einfahrt in den Gazastreifen; dies wurde von Netanjahus ultranationalistischen Koalitionspartnern scharf verurteilt, da es die Hamas stärken würde, und von Großbritannien, Frankreich und Kanada als vollkommen unzureichend kritisiert.
Deutschland und 21 weitere Länder appellierten an Israel, deutlich mehr Hilfslieferungen in den Gazastreifen zuzulassen.

### 20. Mai
Im Laufe der Nacht durchgeführte israelische Luftangriffe töteten laut palästinensischen Angaben mindestens 60 Menschen, 38 davon innerhalb einer halben Stunde.
Netanjahu erklärte, der Krieg könne morgen beendet werden, wenn alle restlichen Geiseln freigelassen würden und der Gazastreifen entmilitarisiert würde. Die Hamas müsse ihre Waffen niederlegen, ihre „mörderischen Führer“ ins Exil gehen. Es handele sich um einen „Krieg der Zivilisation gegen die Barbarei. Israel wird sich mit allen Mitteln verteidigen, bis der vollständige Sieg errungen ist“.
UN-Nothilfekoordinator Tom Fletcher erklärte gegenüber der BBC, 14.000 Babys in Gaza könnten bei einem weiteren Ausbleiben von Hilfslieferungen in den nächsten 48 Stunden sterben. Die fünf am Vortag hereingelassenen Lastwagen hätten die Bevölkerung noch gar nicht erreicht. Die Behauptung wurde einen Tag später auf Nachfrage der BBC beim Amt der Vereinten Nationen für die Koordinierung humanitärer Angelegenheiten (UNOCHA) korrigiert. Die Aussage beruhe auf einer Fehlinterpretation eines Berichts zur UN-Skala „Integrierte Klassifizierung der Ernährungssicherheitsphasen“. Korrekt sei, dass innerhalb der nächsten zwölf Monate 14.000 Babys von Mangelernährung betroffen sein könnten. Auch das BBC veröffentlichte eine Korrektur.
Der israelische Oppositionspolitiker und ehemaliger Stabschef der israelischen Streitkräfte Jair Golan warf der Regierung von Ministerpräsident Netanjahu eine brutale Kriegsführung vor. „Ein vernünftiges Land führt keine Kämpfe gegen Zivilisten, tötet keine Babys als Hobby und setzt sich nicht das Ziel, eine Bevölkerung zu vertreiben“, sagte Golan. Netanjahu beschuldigte Golan daraufhin der Aufwiegelung gegen israelische Soldaten. Golan gebe „schändliche antisemitische Verleumdungen“ gegen das Land wieder.
Großbritannien setzte Freihandelsgespräche mit Israel aus, bestellte die israelische Botschafterin ein und kündigte weitere Sanktionen gegen Siedler im Westjordanland an. Premierminister Keir Starmer erklärte im Parlament, er sei „entsetzt über die israelische Eskalation“ in Gaza. Außenminister David Lammy sagte, die Offensive sei nicht der richtige Weg, um die verbleibenden Geiseln nach Hause zu bringen, forderte Israel auf, die Blockade der Hilfslieferungen zu beenden, und verurteilte „Extremismus“ in Teilen der israelischen Regierung.
Die UN meldete, sie habe von Israel eine Einfahrtsgenehmigung für etwa 100 weitere Lkw mit Hilfslieferungen erhalten. Gegen Abend meldete die UN, 93 Lastwagen mit Mehl, Babynahrung, medizinischen Produkten und Medikamenten hätten die Grenze überquert, doch es sei nicht möglich gewesen, die Hilfsgüter zu verteilen oder auch nur in das Lagerhaus zu bringen; man warte immer noch, seit mehreren Stunden, auf die entsprechenden Genehmigungen. Laut UN-Schätzungen sind 600 Lkw pro Tag erforderlich, um die chronische humanitäre Krise im Gazastreifen zu lindern.
Bei einem Treffen der EU-Außenminister in Brüssel sprach sich laut EU-Chefdiplomatin Kaja Kallas eine „starke Mehrheit“ dafür aus, zu überprüfen, ob Israel immer noch die Grundprinzipien des Assoziierungsabkommens einhalte; zu diesem gehöre auch die Achtung der Menschenrechte. Deutschland hatte bei dem Treffen laut Angaben von Diplomaten gegen eine solche Überprüfung gestimmt.

### 21. Mai
Papst Leo XIV. erneuerte seinen Appell, „eine gerechte humanitäre Hilfe zuzulassen und die Feindseligkeiten zu beenden, deren hoher Preis von Kindern, alten und kranken Menschen bezahlt wird“.
Ärzte ohne Grenzen bezeichnete das israelische Vorgehen hinsichtlich der Hilfslieferungen als „fadenscheinig“ und nur auf Außenwirkung bedacht. Das israelische Militär lasse „viel zu wenige“ Lebensmittel in den Gazastreifen; bisher seien auch noch gar keine bei der Bevölkerung angekommen.
Israels Armee schoss in Richtung einer angemeldeten diplomatischen Delegation, die im Westjordanland die Stadt Dschenin und das palästinensische Flüchtlingslager besuchte. Unter den Diplomaten befanden sich auch Vertreter der Vereinten Nationen, der Europäischen Union, Chinas, Japans, Mexikos, Deutschlands, Italiens und Spaniens. Die Vereinten Nationen verurteilten die Schüsse israelischer Soldaten als „inakzeptabel“, es sei klar, dass Diplomaten, die ihrer Arbeit nachgehen, niemals beschossen oder in irgendeiner Form angegriffen werden dürften.
Zu den Aussagen von Yair Golan („Babys als Hobby zu töten“) erklärte der Politiker Moshe Feiglin (Likud/Zehut) in einem Interview im rechtsgerichteten israelischen Fernsehsender Kanal 14: „Jedes Kind, jedes Baby in Gaza ist ein Feind. Der Feind ist nicht die Hamas, auch nicht der militärische Flügel der Hamas. Wir müssen den Gazastreifen erobern und kolonisieren und kein einziges Kind aus dem Gazastreifen dort zurücklassen. Es gibt keinen anderen Weg zum Sieg.“

### 22. Mai
Bei einem Attentat wurden zwei Mitarbeiter der israelischen Botschaft in den Vereinigten Staaten erschossen, der Täter rief nach der Festnahme „Free Palestine“ und behauptete, er „habe es für Gaza getan.“ Die Tat wurde international verurteilt. Israels Botschafter in Deutschland Ron Prosor führte die Tat auf die „Dämonisierung“ Israels im Gaza-Konflikt zurück. Israels Außenminister Gideon Saar machte die „Aufwiegelung“ durch europäische Staaten mitverantwortlich für das Attentat. Verschiedene europäische Staaten wiesen diesen Vorwurf zurück.
Der Verband Jüdischer Journalistinnen und Journalisten kritisierte die Wortwahl in der Berichterstattung der ARD im Zusammenhang mit dem Krieg in Gaza. Als Beispiele wurden die Bezeichnung der israelischen Botschaft in Washington als „jüdische Botschaft“ und die Bezeichnung von Israels Vorgehen in Gaza als „Krieg zwischen Israel und Palästina“ genannt. Israel führe nicht Krieg gegen die Palästinenser, sondern gegen die Hamas.

### 23. Mai
Nach palästinensischen Angaben wurden in der Nacht erneut über 50 Menschen bei israelischen Angriffen getötet. Die israelische Armee erklärte, sie habe „Militäranlagen, Waffenlager und Scharfschützenposten“ angegriffen. Ärzte ohne Grenzen beschrieb die Lage die Lager der Zivilbevölkerung im Gazastreifen als zunehmend dramatisch.
Der Antisemitismusbeauftragte der Bundesregierung Felix Klein forderte eine Debatte über die deutsche Staatsräson. „Wir müssen uns mit aller Kraft dafür einsetzen, die Sicherheit Israels und der Juden weltweit zu bewahren. Aber wir müssen auch klar sagen, dass das keine Rechtfertigung für alles ist“, sagte Klein. „Die Palästinenser auszuhungern und die humanitäre Lage vorsätzlich dramatisch zu verschlimmern, hat nichts mit der Sicherung des Existenzrechts Israels zu tun. Und es kann auch nicht deutsche Staatsräson sein.“ Die israelische Regierung habe das Recht, sich gegen den „genozidalen Hass“ der Hamas zu verteidigen, aber man dürfe ihr Vorgehen auch hart kritisieren und fragen, ob es mit dem Völkerrecht vereinbar sei. Das sei nicht antisemitisch. „Aber der Begriff Genozid ist höchst problematisch. Dafür müsste Israel nachgewiesen werden können, dass die Palästinenser im Gazastreifen vorsätzlich aus ethnischen Gründen getötet werden, also weil sie Palästinenser sind. Das ist nicht der Fall.“
UN-Generalsekretär António Guterres kritisierte die von Israel zugelassenen Hilfslieferungen für den Gazastreifen als unzureichend. Sie entsprächen „einem Teelöffel Hilfe, wenn eine Flut an Unterstützung“ nötig sei.

### 24. Mai
Die Associated Press berichtete, basierend auf Aussagen von sieben Palästinensern und drei ehemaligen Mitgliedern der israelischen Streitkräfte, israelische Soldaten würden palästinensische Gefangene in Gaza systematisch als menschliche Schutzschilde benutzen, um herauszufinden, ob Bomben oder bewaffnete Kämpfer in Gebäuden vorhanden seien.
Ein israelischer Drohnenangriff auf ein Haus in Chan Yunis tötete laut eines auf Krankenhausangaben und den Aussagen eines britischen Chirurgen beruhenden Berichts der BBC neun der zehn Kinder eines Ärztepaars. Die Mutter, Kinderärztin im Nasser-Krankenhaus, war zu der Zeit auf Dienst. Ihr Mann erlitt eine lebensgefährliche Kopfverletzung, ein Kind, ein elfjähriger Sohn, überlebte schwer verletzt. Das israelische Militär sagte, die Berichte würden geprüft. Der Drohnenangriff habe mehreren Verdächtigen in der Nähe israelischer Bodentruppen gegolten.
Die israelischen Streitkräfte erklärten, sie hätten im Laufe des vergangenen Tages mehr als 100 Ziele im Gazastreifen angegriffen. Das Gesundheitsministerium in Gaza meldete mindestens 74 Tote.
In Tel Aviv demonstrierten Geiselangehörige für ein Ende des Gaza-Krieges und die Freilassung der noch in der Gewalt der Hamas befindlichen Geiseln.

### 26. Mai
Die israelische Armee bombardierte am frühen Montagmorgen das Daraj-Viertel in der Altstadt von Gaza mit der Fahmi-al-Jarjawi-Schule, die in eine Notunterkunft für vertriebene Familien umgewandelt worden war. Mindestens 52 Menschen, die meisten Frauen und Kinder, wurden getötet bei den Luftangriffen. Die israelische Armee gab, an die Luftangriffe auf die Schule habe einem „Kommando- und Kontrollzentrum“ der Hamas gegolten. EU-Kommissionschefin Ursula von der Leyen verschärfte den Ton gegenüber der Netanjahu-Regierung. Sie sagte, Israel müsse „die derzeitige Eskalation sofort stoppen“, und bezeichnete den Anschlag auf die Schule bei einem Telefonat mit dem jordanischen König Abdullah II. als „abscheulich“. Die Bombardierungen erfolgten in einem Gebiet, dessen Evakuierung die Armee nicht angefordert hatte. Laut Ärzten der Krankenhäuser al-Shifa und al-Ahli handelte es sich bei den sechzig Verletzten hauptsächlich um Kinder.
Israel warnte vor einem bevorstehenden „beispiellosen Angriff“ in Gaza. Die Zivilbevölkerung solle Chan Junis, Rafah und alle weiteren Orte im Süden des Gazastreifens evakuieren und sich nach Al-Mawasi im Südwesten des Küstengebiets begeben.
Der deutsche Bundeskanzler Friedrich Merz kritisierte das israelische Vorgehen im Gazastreifen deutlich. „Die Zivilbevölkerung derart in Mitleidenschaft zu nehmen, wie das in den letzten Tagen immer mehr der Fall gewesen ist, lässt sich nicht mehr mit einem Kampf gegen den Terrorismus der Hamas begründen“, sagte Merz. Deutschland müsse sich mit öffentlichen Ratschlägen an Israel so sehr zurückhalten wie kein anderes Land der Welt, aber „wenn Grenzen überschritten werden, wo einfach das humanitäre Völkerrecht jetzt wirklich verletzt wird, dann muss auch Deutschland, dann muss auch der deutsche Bundeskanzler dazu etwas sagen.“ Er verstehe „offen gestanden nicht mehr, mit welchem Ziel“ Israel nun im Gazastreifen vorgehe.

### 27. Mai
Huthis griffen Israel mit zwei Raketen an.

### 28. Mai
Der Fernsehsender Al Masirah meldete vier israelische Angriffe mit Flugzeugen auf den internationalen Flughafen von Jemens Hauptstadt Sanaa und das letzte Passagierflugzeug der Airline Yemenia. Noch am 27. Mai brachte die Maschine rund 300 Pilger zur Wallfahrt Haddsch nach Saudi-Arabien.

### 29. Mai
Israel kündigte die Errichtung von 22 neuen Siedlungen im Westjordanland an. Verteidigungsminister Israel Katz erklärte, durch die nach internationalem Recht illegalen Siedlungen solle die Gründung eines palästinensischen Staats verhindert werden, der Israel gefährden würde.
Emmanuel Macron forderte eine härtere Haltung der Europäer und westliche Sanktionen gegenüber Israel, sollte sich die Situation im Gazastreifen nicht zeitnah bessern. Er sprach sich für Einrichtung eines palästinensischen Staates aus, dies sei nicht nur eine moralische Pflicht, sondern eine politische Notwendigkeit.

### 30. Mai
Verteidigungsminister Israel Katz bezeichnete am nächsten Tag die Errichtung 22 weiterer Siedlungen als Antwort an Macron und seine Partner. „Sie werden einen Palästinenserstaat auf dem Papier anerkennen – aber wir werden den jüdischen israelischen hier auf diesem Boden errichten“, sagte Katz.
Außenminister Johann Wadephul kündigte eine Prüfung an, „ob das, was im Gazastreifen geschieht, mit dem humanitären Völkerrecht in Einklang zu bringen ist“. Dies könnte zu einem teilweisen Lieferstopp deutscher Waffen an Israel führen, aber Deutschland würde auf jeden Fall Waffensysteme gegen Gefahren von außen liefern. Die im Gazastreifen ankommenden Hilfslieferungen seien „nur ein Tropfen auf den heißen Stein“. „Dabei geht es um die Gewährung grundlegender Menschenrechte. Die Kranken und die Schwachen und die Kinder sterben als Erstes“, kritisierte er. „Als Konsequenz haben wir unsere Sprache verändert und werden im nächsten Schritt wahrscheinlich auch das politische Handeln ändern.“
Ein US-Plan für den Gazastreifen sah einen 60-tägigen Waffenstillstand und die Freilassung von 28 lebenden und toten israelischen Geiseln in der ersten Woche vor. Im Gegenzug sollten 1.236 palästinensische Gefangene freigelassen werden, zusammen mit den sterblichen Überresten von 180 toten Palästinensern.

### 31. Mai
Die Hamas monierte, dass Israel gemäß dem US-Plan den Krieg nach 60 Tagen fortsetzen könnte und dass der Plan Israel nicht dazu verpflichte, Hilfslieferungen in den Gazastreifen zu lassen.